# Brighton Hog-boat
Das Brighton Hog-boat (deutsch Brighton-Schweineboot), kurz oft hoggie, ist ein kleiner britischer Fischereisegelbootstyp.

## Geschichte
Der Bootstyp war am südenglischen Küstenabschnitt zwischen Eastbourne und Shoreham-by-Sea weitverbreitet. Seine Verwendungszeit begann im frühen 18. Jahrhundert und dauerte bis in das frühe 19. Jahrhundert. Ab 1830 wurde der Bootstyp durch zweimastige offene und gedeckte Loggertypen verdrängt. Auch diese behielten die regionaltypisch kurze gedrungene Form der Hoggies bei.

## Bauweise
Die kleinen, kurzen und im Verhältnis sehr breiten hölzernen gedeckten Frachtsegler mit Luggersegeln sind vorne rund und stumpf zulaufend mit kurzem kräftigen Bugspriet, das breit ausgeführte Achterschiff schließt sie mit einem kleinen Spiegelheck und der Ruderpinne ab. Die in schwerer Klinkerbauweise gebauten Schiffe erinnern an zeitgenössische niederländische gaffelbesegelte Fischerboote, weisen aber zahlreiche Eigenheiten auf. Der größte Teil des Decks ist geschlossen, nur kleine Luken geben Zugang zum flachen Unterraum. Der vordere Mast ist etwas vorlicher als Mittschiffs angeordnet, der achtere Mast steht auf dem hinteren Bootsabschluss. Die Schiffe verfügen über zwei mittig angeordnete große Seitenschwerter. Die Besegelung besteht aus zwei Gaffelsegeln und einem Vorsegel.